# Luperina murrayi
Luperina murrayi là một loài bướm đêm trong họ Noctuidae.